# Davide Manuli
Davide Manuli (né à Milan le 11 avril 1967) est un réalisateur, scénariste et acteur italien.

## Biographie
Davide Manuli étudie de 1987 à 1992 à l'Actors Studio et au Lee Strasberg Institute de New York. Il devient ensuite assistant d'Al Pacino et de Charly Laughton pour la CHAL productions.
En 1998, il tourne son premier long-métrage intitulé Girotondo, giro intorno al mondo.
Son film Beket de 2008, avec Roberto Antoni et Luciano Curreli, est nommé au Festival international du film de Locarno et récompensé par une mention spéciale au Festival international du film de Miami.
Son dernier film tourné en 2012, La Légende de Kaspar Hauser, a pour interprètes Vincent Gallo, Silvia Calderoni et Claudia Gerini.

## Filmographie

### Réalisateur

#### Longs-métrages
- 1998 : Girotondo, giro intorno al mondo
- 2006 : Inauditi - Inuit! (documentaire)
- 2008 : Beket
- 2010 : Contromano (coulisses de Controvento de Peter Del Monte)
- 2012 : La Légende de Kaspar Hauser

#### Courts-métrages
- Oh Peggy Oh!...Peggy yè yè
- A Pack of smockes
- Entre la chair et l'ongle, il y a la crasse
- Bombay: Arthur road prison

### Acteur
- 1991 : L'incantevole aprile, de Mike Newell
- 1992 : The Contenders produit par Miloš Forman
- 2007 : Nelle tue mani, de Peter Del Monte

### Crédit d'auteurs
- (it) Cet article est partiellement ou en totalité issu de l’article de Wikipédia en italien intitulé « Davide Manuli » (voir la liste des auteurs).